# Екран-убивця
Екран-вбивця (італ. Fatal frames: Fotogrammi mortali) — італійський фільм жахів 1996 року.

## Сюжет
У Рим приїжджає молодий режисер Алекс Рітт знімати музичні кліпи для відомої співачки. На зйомках кліпу відбуваються страшні події, всіх учасниць вбиває таємничий маніяк за допомогою мачете. Він носить довгий плащ, маску фехтувальника і капелюх. Свідком цих вбивств стає режисер кліпу. Підозрюють не тільки його, але і всю знімальну групу. Алекса починає переслідувати вбивця, залишаючи за собою дивні знаки.

## У ролях
| Актор                | Роль                         |
| -------------------- | ---------------------------- |
| Стефанія Стелла      | Стефанія Стелла              |
| Рік Джіанасі         | Алекс Рітт                   |
| Девід Ворбек         | комісар Бонеллі              |
| Уго Пагльяі          | комісар Валенті              |
| Лео Деніел           | Даніель Антонуччі            |
| Аліда Валлі          | графиня Алессандра Мірафіорі |
| Джефрі Коплстон      | містер Фейрбрейн             |
| Лінні Куїглі         | Венді Вільямс                |
| Джорджіо Альбертацці | отець                        |
| Россано Брацці       | доктор Лучіді                |
| Чіччо Інграссія      | жебрак                       |
| Дональд Плезенс      | професор Робінсон            |
| Ангус Скрімм         | людина в сірому              |
| Массімо Піттарелло   | Челцетта                     |
| Марсель Малкун       | Лука Антонуччі               |
| Андреа Феста         | Маріні                       |
| Ніна Солдано         | Тамара                       |
| Вероніка Логан       | Ребекка                      |
| Лінда Престер        | Грета                        |